# Bulbophyllum josephi
Bulbophyllum josephi är en orkidéart som först beskrevs av Carl Ernst Otto Kuntze, och fick sitt nu gällande namn av Victor Samuel Summerhayes. Bulbophyllum josephi ingår i släktet Bulbophyllum och familjen orkidéer.

## Underarter
Arten delas in i följande underarter:
- B. j. josephi
- B. j. mahonii